# جين روبرتس
جين روبرتس (بالإنجليزية: Jane Roberts)‏ هي كاتبة للأطفال ونفسية وكاتِبة وشاعرة أمريكية، ولدت في 8 مايو 1929 في ساراتوغا سبرينغس في الولايات المتحدة، وتوفيت في 5 سبتمبر 1984 في إلميرا في الولايات المتحدة بسبب التهاب المفاصل.